# Pretty Hate Machine
Pretty Hate Machine è il primo album dei Nine Inch Nails uscito nel 1989, preceduto dal singolo Down in It. L'album è uscito sia su CD che su vinile da 12"

## Tracce
1. Head Like a Hole – 4:59
2. Terrible Lie – 4:38
3. Down in It – 3:46
4. Sanctified – 5:48
5. Something I Can Never Have – 5:54
6. Kinda I Want To – 4:33
7. Sin – 4:06
8. That's What I Get – 4:30
9. The Only Time – 4:47
10. Ringfinger – 5:40

## Formazione live
In questo album, come avverrà anche per i successivi, quasi tutti gli strumenti sono suonati dallo stesso Trent Reznor durante le registrazioni. Quella che segue è la formazione dei NIN durante il tour promozionale che seguì l'uscita dell'album.
- Trent Reznor - voce
- Richard Patrick - chitarra
- Chris Vrenna - batteria
- Jeff Ward - batteria
- David Haymes - tastiera
- Nick Rushe - tastiera
- Lee Mars - tastiera
- James Woolley - tastiera